# Milan Bartoš
Milan Bartoš (srbsko Милан Бартош), srbski pravnik, predavatelj in akademik, * 10. november 1901, Beograd, † 12. marec 1974.
Bartoš je deloval kot redni profesor na Pravni fakulteti v Beogradu in bil dopisni član Slovenske akademije znanosti in umetnosti (od 17. oktobra 1958).